# 로우지에 조선족 향
로우지에 조선족 향(중국어: 楼街朝鲜族乡, 중국조선어: 루가조선족향)은 중화인민공화국 지린성 퉁화시 후이난현의 조선족 민족향이다  .